# ARA Piedrabuena (D-29)
El ARA Piedrabuena (D-29) (USS Collett (DD-730)) fue un destructor de la clase Allen M. Sumner de la Armada de los Estados Unidos. Llamado así en memoria del capitán de corbeta John A. Collett (1908-1942), un aviador naval y el oficial al mando del décimo escuadrón de torpederos del USS Enterprise, quien perdió la vida durante la batalla de las Islas Santa Cruz en octubre de 1942. El Collett fue botado el 5 de marzo de 1944 en los astilleros Bath Iron Works Corp. de Bath (Maine), amadrinado por Mrs. C.C. Baughman en representación de Mrs. J. D. Collett, y entró en servicio en la Boston Navy Yard el 16 de mayo de 1944, con el comandante James D. Collett, hermano del capitán de corbeta Collett, al mando.
Fue adquirido junto al USS Mansfield (DD-728) en 1974, por el Estado Argentino y fueron remolcados desde San Diego, California a Puerto Belgrano, en la Argentina por los buques ARA Zapiola (A-2) y ARA Alférez Sobral (A-9). El Collett y el Mansfield fueron comprados en un total de $ 336 000. El convoy hizo escalas en Manzanillo, Portamira, Puerto España, Fortaleza, Salvador, Bahía, y Río de Janeiro. Llegaron el la Rada del Río de Plata el 1 de octubre donde quedaron en la reserva.

## Construcción y características
El USS Collett fue construido por el astillero Bath Iron Works Corporation, que puso en gradas al casco el 11 de octubre de 1943 seguido de la botadura el 5 de marzo de 1944. El nuevo destructor fue incorporado por la Armada de los Estados Unidos el 16 de mayo de 1944.
El Collett desplazaba 2200 toneladas con carga estándar y hasta 3320 t a plena carga. Tenía una eslora de 114,8 metros, una manga de 12,5 m y una calado de 5,8 m.

## Segunda Guerra Mundial
El USS Collett (DD-730), fue asignado a la Flota del Pacífico de los Estados Unidos, con base en Pearl Harbor el 16 de octubre de 1944, actuando en diversos operaciones. Primero participó en los ataques aéreos sobre Luzón y Taiwán, en los que apoyó el avance de las fuerzas terrestres en Leyte. El 16 y 17 de febrero DE 1945, se encontraba cerca de la costa japonesa para atacar blancos en Honshū y dar cobertura del 20 al 22 de febrero en la batalla de Iwo Jima.
El 25 de febrero de 1945, participó en el bombardeo sobre la ciudad de Okino Daito Shima. El 2 de marzo y regresó a la acción durante los ataques aéreos en Kyūshū y el sur de Honshū entre 18 y 20 de marzo. Del 23 de marzo al 24 de abril formó parte de la fuerza que concentró sus ataques en Okinawa, y la invasión del 1 de abril.
El 18 de abril, el Collett junto a otros cuatro destructores y aviones con base en portaaviones hundieron el submarino japonés  I-56 en 26°42′N 130°38′E / 26.700, 130.633.
En mayo de 1945, participó como apoyo de los ataques aéreos en la batalla de Okinawa, y desde el 10 de julio hasta el 15 de agosto, navegó con los transportes, ya en las últimas series de ataques aéreos pesados en las islas japonesas.
Realizó misiones con una formación que se extendió a través de la Sagami Nada, durante los días 22 y 23 de julio, ayudó en el hundimiento de varios buques mercantes japoneses.
El 14 de septiembre de 1945, partió hacia aguas aliadas para tareas de modernización.

## Guerra de Corea
Permaneció en servicio activo dentro de la flota del Pacífico, alternando operaciones locales y servicios a lo largo de la costa oeste con períodos de servicio en el Lejano Oriente, la primera de las cuales se produjo en 1946-1947.
En junio de 1950, y después de patrullar fuera de Pusan, trabaja y la escolta de buques de carga cargados de material militar a Corea.
El 13 de septiembre, participa de la Batalla de Inchon como escolta de buques de carga, completando su misión a pesar de recibir fuego enemigo en cuatro oportunidades con el saldo de 5 heridos de su tripulación.
El 15, vuelve con la fuerza de invasión, a quien siempre ayudó con poder de ataque una vez efectuados los desembarcos, así como cubierta protectora en el mar. Su gran logro en la invasión de Inchon fue reconocido con la concesión de la Navy Unit Commendation. Después de participar en los desembarcos en Wonsan del 26 de octubre, regresó a San Diego, California el 18 de noviembre de 1950. Su segundo período de servicio en la guerra de Corea, fue a partir del 18 de junio de 1951, hasta el 17 de febrero de 1952.

## ARAPiedrabuena
Aunque se había planeado utilizar el Collett para las piezas de repuesto, tras ser examinados ambos buques se encontró que estaba en buenas condiciones por lo cual se consideró ponerlo en servicio activo lo cual se hizo a través del decreto secreto 1496/75, El trabajo de la rehabilitación fue asignado a "Talleres Generales de la BNPB".
El 4 de febrero de 1976, comenzó la reparación, Juan Carlos Abbondanza dirigió el trabajo. El material del Mansfield fue utilizado para reparar el Collett. El trabajo continuó a través del año.

### Historial

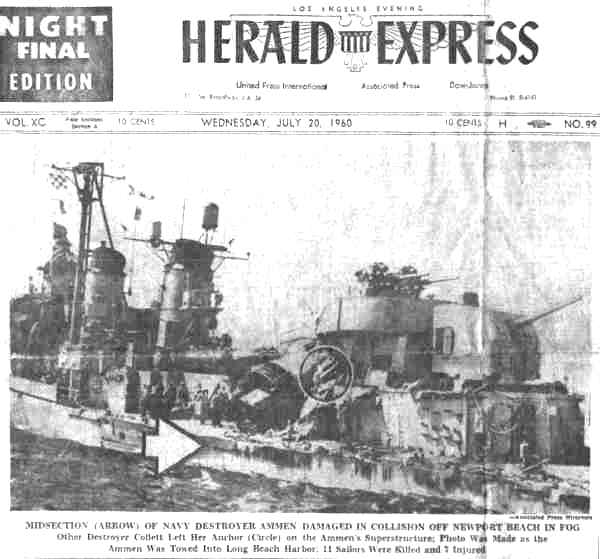
Foto del accidente entre y el USS Collett (DD-730).

En 1977, cuando el trabajo fue acabado, el buque fue examinado. Pasó las pruebas del puerto durante mayo y junio. La nave fue puesta en servicio de mayo 17 como ARA Piedrabuena (D-29). Se convirtió el cuarto buque con dicho nombre. Fue asignadó a la segunda división de destructores de la Flota de Mar. Se siguió el plan de entrenamiento del año. En octubre, el Piedrabuena apresó a varios barcos pesqueros que violaban las leyes de la pesca en aguas argentinas. En una oportunidad, el Piedrabuena abrió fuego sobre el Aurelia, un buque de pesca de Bulgaria, cuando se negó a detenerse.
El 8 de julio de 1978, recibió su bandera del combate como presente de la Marina de guerra Japonesa cuando visitaron Buenos Aires. En septiembre, el Piedrabuena participó en la inspección anual de la flota. En diciembre, la nave fue desplegada como parte de la Flota de Mar en el área del estrecho de Magallanes debido a la tensión con Chile y el problema de la frontera en el Canal del Beagle. En 1979, participó en ejercicios navales en el Atlántico del sur y le fue incorporado el sistema de misiles antibuque Exocet MM 38.
En 1980, el ARA Piedrabuena (D-29) formó con el plan del ejercicio del año con el grupo táctico de la Flota de Mar, aprobándolo como el año anterior. Visitó Necochea en noviembre, y participó en la operación de Unitas XXI. (Unitas es un ejercicio naval antisubmarino realizado por fuerzas navales de las USN-ARA, realizados cada año).
En 1981, formó con el plan del ejercicio del año en el Atlántico del sur con la primera división del Flota de Mar. Para el aniversario de Necochea, representó la Marina de guerra junto con el LST ARA Cabo San Antonio (Q-42), que es una nave construida en Argentina y el Submarino ARA Santa Fe (S-21), que anteriormente recibiera en la armada de los Estados Unidos el nombre de USS Siluro (SS-339).

## Comandantes
| Comandantes del ARA Piedrabuena (D-29) |                        |       |                                     |
| Inicio                                 | Finalización           | Grado | Nombre                              |
| 6 de enero de 1977                     | 3 de febrero de 1978   |       | Cap de Fgta. Juan Carlos Abbondanza |
| 3 de febrero de 1978                   | 10 de abril de 1979    |       | Cap de Fgta. Dante Gastón Bonavera  |
| 10 de abril de 1979                    | 6 de febrero de 1980   |       | Cap de Fgta. Oscar Rogelio de Haro  |
| 6 de febrero de 1980                   | 17 de febrero de 1981  |       | Cap de Fgta. Jorge Osvaldo Ferrer   |
| 17 de febrero de 1981                  | 2 de diciembre de 1982 |       | Cap de Fgta. Horacio Raúl Grassi    |
| 2 de diciembre de 1982                 | 31 de enero de 1984    |       | Cap de Fgta. Eduardo S. Cosentino   |
| 31 de enero de 1984                    | 18 de enero de 1985    |       | Cap de Corb. Juan Carlos Mezzavoce  |

## Guerra de las Malvinas
Fue asignada inicialmente al destacamento de fuerzas dio cobertura a la fuerza anfibia en la Operación Rosario. El destacamento de fuerzas tenía la misión de actuar en caso de que otros países hicieran los movimientos agresivos el noroeste de las islas Malvinas. Luego el Piedrabuena fue asignado al Grupo de Tareas 79.3 (de la Fuerza de Tareas 79), que también incluyó el crucero ARA General Belgrano, ex USS Phoenix (CL-46); el destructor ARA Bouchard (D-26), ex USS Borie (DD-704); y el petrolero mercantil, YPF Puerto Rosales. La misión del grupo de tareas 79.3 era estar lista y permanecer fuera del área de la exclusión declarada por el enemigo (el Reino Unido). El submarino nuclear HMS Conqueror (S48) desde el 30 de abril siguió al grupo de tareas, hasta que recibió la orden de atacar al crucero ARA General Belgrano (C-4), aunque estaba fuera del área de la exclusión. El submarino atacó a las 16:00 horas del día 2 de mayo con dos torpedos que hicieron hundir el crucero y un tercer torpedo que posiblemente pudiera haber golpeado al ARA Bouchard (D-26), pero que no estalló. Ambos destructores, D-29 y D-26, comenzaron la acción evasiva contra el o los submarinos en el área, y recibiendo ayuda aérea desde la Base Naval de Río Grande. Debido a la amenaza submarina. El ARA Gurruchaga (A-3), ex USS Luiseno (ATF 156); y el buque hospital ARA Bahía Paraíso (B-1) acudieron al lugar de los acontecimientos. El Piedrabuena comenzó a aproximarse al punto dato que la aeronave Neptune 2-P-111 de la Escuadrilla Aeronaval de Exploración les informó a las 13:20 del 3 de mayo, luego de que dos horas antes el Comandante de la Aeronave, Capitán de Corberta Julio Pérez Roca, tomara la heroica decisión de continuar buscando a pesar de haber alcanzado el tiempo máximo de permanencia en el área por la disponibilidad de combustible para el regreso a la Base Aeronaval de Río Grande. En un mar agitado por el clima hostil del lugar, a las 16:40 horas del 3 de mayo fueron avistadas las primeras dos balsas. Para las 17:50 horas la nave había rescatado cinco balsas con 42 sobrevivientes, mientras que el Bouchard y el Gurruchaga habían rescatado cinco balsas con 81 sobrevivientes. Las tareas del rescate continuaron por otros medios. Antes del 9 de mayo, rescataron a 770 hombres, de la totalidad de 1093 que tripulaban el Belgrano. En total, el Piedrabuena rescató 18 balsas con 278 personas. El buque arribó a Ushuaia el 10 de mayo y después zarpó con rumbo a la Base Naval Puerto Belgrano.

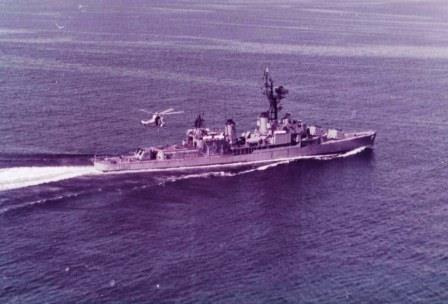
Destructor ARA Piedra Buena-Malvina.

## Acciones finales
En 1983, participó en ejercicios navales con la Primera División de la Flota de Mar. También visitó el Puerto de Punta Quilla en el aniversario de la muerte de comandante Luis Piedrabuena. Terminando su viaje final el 29 de noviembre.
El 4 de enero de 1984, fue asignada sin el equipo al Comando Arsenal naval.
El 18 de enero de 1985, el Piedrabuena fue desarmado y borrado del registro naval por el decreto número 305/85.

## Hundimiento
El 15 de septiembre de 1988, el buque fue designado como blanco naval. El 6 de noviembre el Piedrabuena fue hundido mientras que era remolcado por el ARA Alférez Sobral (A-9) en un ejercicio naval. El impacto fatal fue realizado por un misil Exocet MM 38 disparado por la corbeta ARA Espora (P-41).